# Окуе д'Ель Рей (футбольний клуб)
Дешпортіву ді Окуе д'Ель Рей або просто Окуе д'Ель Рей (порт. Desportivo de Oque d'El Rei) — футбольний клуб з містечка Окуе д'Ель Рей в районі Агуа-Гранде на острові Сан-Томе, в Сан-Томе і Принсіпі.

## Історія
Незважаючи на те, що клуб брав участь у розіграші острівного кубку 2001 року, Окуе д'Ель Рей дебютував у вищому дивізіоні Чемпіонату острова Сан-Томе лише в 2009 році. Перший матч був проти 6 ді Сетембру та завершився з рахунком 0:0. У своєму дебютному сезоні клуб посів третє місце у вищому дивізіоні чемпіонату острова, рівне,, а в 2014 році вилетів з вищого дивізіону, і, починаючи з сезону 2015 року, клуб виступає в другому дивізіоні чемпіонату острова.

## Стадіон
Домашні матчі команда грає на стадіоні «Кампу ді Санту Амару», який вміщує 1 000 глядачів.